# Tropico 5
Tropico 5 è un videogioco di simulazione prodotto da Haemimont Games e pubblicato il 23 maggio 2014 per Microsoft Windows.
Il titolo è incentrato sulla costruzione di una città all'interno dell'isola caraibica di Tropico. Per la prima volta nella storia del videogioco è stata inserita anche la modalità multiplayer.

## Trama
La trama di Tropico 5 ripercorre la storia della repubblica delle banane di Tropico, da un tardo '700 all'età contemporanea, dal punto di vista della dinastia che la governa.
Tropico nasce come insediamento coloniale intorno alla fine del XVIII secolo, come possedimento di una nazione europea chiamata semplicemente "la Corona". Come governatore viene nominato il capostipite della Dinastia presidenziale, che si dimena tra le sue ambizioni politiche e le stravaganze del Re e della Regina. Conscio del fatto che Tropico potrà prosperare (come il suo potere) solo con l'indipendenza, il governatore accetta l'aiuto di una misteriosa società segreta chiamata "Ordine". Dopo aver ottenuto un riconoscimento internazionale, il governatore riesce a liberare totalmente Tropico dall'influenza della Corona grazie anche all'amicizia con il nuovo Presidente americano. 
La scena si sposta quindi al tempo delle guerre mondiali. La Dinastia presidenziale ha ora un controllo sistematico sulla repubblica di Tropico, che viene governata di fatto come una monarchia ereditaria. Tuttavia, la dinastia deve ora fedeltà all'Ordine, guidato dal machiavellico Leon Kane, che orchestra la prima guerra mondiale per poter creare un nuovo ordine mondiale: un mondo utopico, in pace dopo un sanguinoso conflitto, guidato dall'Ordine. Tropico deve però affrontare l'invasione della nazione vicina, le cui ostilità apparentemente immotivate verso Tropico risalgono all'età coloniale. Sventata l'invasione, Tropico prospera nel periodo interbellico, fino allo scoppio della seconda guerra mondiale. Poiché l'Ordine ha fallito nell'evitare un'altra guerra, Leon Kane si rende conto che solo la paura verso un'arma di distruzione di massa potrà prevenire altre guerre. Alla Dinastia presidenziale viene così affidato il compito rapire un fisico italiano per conto degli USA e stringere accordi segreti con le potenze dell'Asse per poter ottenere il trasferimento verso Tropico del Dr. Abraham Zweistein, un brillante fisico e scienziato svizzero. Lo scopo è quello di impiegare i due fisici "rapiti" per creare una bomba atomica da usare come deterrente per prevenire guerre future.
Al termine del conflitto, Stati Uniti e Unione Sovietica iniziano a creare un arsenale nucleare in grado di spazzare via l'umanità, cercando di coesistere sul principio di distruzione mutua assicurata. Ciononostante, l'assassinio di Leon Kane ed il vuoto di potere all'interno dell'Ordine fanno precipitare gli eventi, con le due superpotenze che iniziano a competere per l'egemonia politica sulle nazioni del terzo mondo, iniziando la Guerra fredda. Tropico si trova controvoglia coinvolta nel conflitto fra potenze, e quando una nave nucleare americane entra nelle acque territoriali tropicane, la Dinastia riesce a prevenire l'Apocalisse atomica facendo costruire un missile nucleare, ristabilendo l'equilibrio nella regione fino alla dissoluzione del blocco sovietico nel 1989.
Tropico, alle porte del nuovo millennio, è scossa da proteste, rivolte ed attentati, animati solo da una parola: il "Giorno Zero", un nuovo mondo ricreato dopo l'Apocalisse nucleare. L'Ordine incarica la Dinastia di conservare risorse strategiche come l'uranio per il futuro. Tuttavia, l'intero incarico si rivela una copertura: Leon Kane, che aveva finto il proprio assassinio, è la vera mente dietro al "Giorno Zero". Invecchiando, Kane aveva sviluppato una vera e propria megalomania paranoide, credendo che il mondo fosse diventato totalmente corrotto ed indegno di esistere. Di conseguenza, utilizzò la sua presunta morte per creare un arsenale nucleare in grado di distruggere l'umanità, fatta eccezione per pochi eletti che con Kane avrebbero vissuto nell'orbita spaziale dell Terra fino a che le radiazioni non fossero scomparse, dando poi vita ad un nuovo Eden. La Dinastia, conscia sia della follia di Kane che della perdita del proprio potere in seguito all'Apocalisse, riesce a fuggire con Abraham Zweistein grazie ad una macchina del tempo, ritornando ell'epoca coloniale. Qui, la Dinastia scopre che i vicini ostili di Tropico erano nient'altro che la Dinastia stessa che, venuta dal futuro, cercava di fermare l'Ordine, fallendo tutte le volte. 
Dopo essersi arricchita preventivamente grazie alla conoscenza degli eventi futuri, la Dinastia riesce ad assassinare Leon Kane, questa volta veramente. Tuttavia, la sua pupilla Adriana Diaz, assetata di vendetta, riprende gli ideali radicali del suo mentore, e distrugge in maniera dimostrativa con una bomba atomica un'isola vicina a Tropico. La Dinastia, ormai constatata l'impossibilità di evitare nuove guerre, può solo contare sulla speranza dell'umanità nella pace. Di conseguenza, Tropico cerca di guadagnarsi l'amicizia e la collaborazione di tutte le superpotenze, ed alla fine riesce a sventare il piano di Adriana Diaz, facendola imprigionare a vita ed eliminando ciò che rimane dell'Ordine.
Nell'epilogo, l'ultimo Presidente dichiara il proprio divertimento e la propria soddisfazione nell'esito finale, aggiungendo che probabilmente userà ancora la macchina del tempo per poter ricominciare a ricostruire il suo dominio su altre isole.

## Repubblica di Tropico
- Nome completo: Repubblica di Tropico
- Nome Ufficiale: Repùblica de Tropico
- Lingua Ufficiale: spagnolo
- Indipendenza da: Regno Unito, 1º gennaio 1914
- Capitale: Puerto Gato
- Forma di Governo: Repubblica Federale, Repubblica presidenziale, Dittatura militare (in base alle scelte del giocatore)
- Capo di Stato: El Presidente della Repubblica
- Ingresso nell'ONU: 1950
- Continente: Arcipelago Caraibico
- Confini: nessuno
- Fuso Orario: UTC-5
- Valuta: Dollaro Tropicano
- Religione: Ateismo di Stato, Cattolicesimo, Laicismo (in base alle scelte del giocatore)

## Campagna
Il gioco prevede una modalità campagna strutturata attraverso i secoli. Il giocatore inizia come governatore di una piccola isola, qui viene contattato da un'organizzazione chiamata l'Ordine (parodia delle organizzazioni segrete quali la massoneria o gli illuminati). L'Ordine impone al giocatore una serie di missioni, che a dire del capo dell'Ordine sono per il miglioramento dell'umanità, e quando queste sono finite si scoprirà che lo scopo reale è quello di creare una nuova società distruggendo quella attuale. Allora si verrà contattati da uno scienziato (parodia di Albert Einstein) che chiederà di aiutarlo a creare una macchina del tempo e quando questa sarà completata si ritornerà all'era coloniale e bisognerà opporsi all'ordine.

## Modalità di gioco
In Tropico 5 ci sono numerose aggiunte e miglioramenti rispetto ai capitoli precedenti. Per quanto riguarda le caratteristiche del videogioco, esse includono:
- Ere - Il giocatore intraprenderà un percorso all'interno di 4 diverse ere storiche - dal XIX al XXI secolo. Con l'avanzare del tempo ci saranno diverse sfide ed eventi.
- Dinastia - Ora "El Presidente" ha una famiglia sull'isola, che prenderà la leadership ogni qual volta il membro della famiglia eletto presidente negli anni precedenti morirà.
- Ricerca e Innovazione - Nuove strutture e tecnologie possono essere scoperte con l'avanzare del tempo, attraverso la ricerca. Le vecchie strutture potranno essere rinnovate negli anni.
- Sistema di commercio - "El Presidente" potrà stipulare accordi commerciali con l'estero, importando ed esportando beni utili per far progredire l'isola.
- Scoprire l'intera isola e le tribù native - Inizialmente in questo capitolo del videogioco, "El Presidente" sarà in grado di visualizzare solo una piccola porzione dell'isola. Sarà suo compito quello di esplorare nuove aree per scoprire nuovi giacimenti minerari e le tribù native della zona.
- Nuove strutture - All'interno di ognuna delle 4 ere si potranno costruire oltre 100 strutture.
- Multiplayer - Attraverso questa modalità più giocatori potranno lavorare insieme o contro gli altri, all'interno delle mappe presenti sull'isola. Potranno scambiarsi risorse e cittadini, ma anche dichiarare guerra tra di loro.
- Ricerca: Permette di esplorare la giungla